# Bifidunguiglenea
Bifidunguiglenea is een kevergeslacht uit de familie van de boktorren (Cerambycidae). De wetenschappelijke naam van het geslacht werd voor het eerst geldig gepubliceerd in 2012 door Lin & Tavakilian.

## Soorten
Bifidunguiglenea is monotypisch en omvat slechts de volgende soort:
- Bifidunguiglenea gestroi (Gahan, 1894)